# Josan-To Win Cycling Team
Josan-To Win Cycling Team was een wielerploeg met een Belgische licentie. De ploeg bestond enkel in 2013 en 2014. Josan-To Win Cycling Team kwam uit in de continentale circuits van de UCI. Willy Teirlinck was de manager van de ploeg, na het stoppen van de ploeg vertrok hij naar Veranclassic-Ekoi.

## Seizoen 2014

### Selectie
| Naam                      | Geboortedatum    | Nationaliteit | Ploeg 2013                     |
| ------------------------- | ---------------- | ------------- | ------------------------------ |
| Jonathan Breyne           | 4 januari 1991   | België        | Crelan-Euphony                 |
| Vincent De Boeck          | 3 juni 1993      | België        | Neo                            |
| Dries De Bondt            | 4 juli 1991      | België        | Neo                            |
| Angelo De Clercq          | 10 december 1991 | België        | Geen                           |
| Niels De Rooze            | 6 september 1992 | België        | Neo                            |
| Dirk Finders              | 29 juli 1985     | Duitsland     |                                |
| Lars Haverals             | 20 oktober 1994  | België        |                                |
| Fabio Polazzi             | 4 mei 1985       | België        | Wallonie Bruxelles-Crelan      |
| Niels Reynvoet            | 30 november 1991 | België        | Neo                            |
| Klaas Sys                 | 30 november 1986 | België        | Crelan-Euphony                 |
| Sean Van De Waeter        | 9 april 1991     | België        |                                |
| Julien Van Den Brande     | 6 januari 1995   | België        | Neo                            |
| Ian Vansumere (tot 25/06) | 14 juni 1990     | België        | T.Palm-Pôle Continental Wallon |
| Robin Venneman            | 11 januari 1993  | België        |                                |
| Benjamin Verraes          | 21 februari 1987 | België        | Accent-Wanty                   |
| Jeroen Vrolijkx           | 15 februari 1991 | België        | Neo                            |

### Overwinningen
| Wedstrijd                            | Datum      | Categorie | Winnaar          |
| ------------------------------------ | ---------- | --------- | ---------------- |
| BK Tijdrijden, Elite zonder contract | 1 mei 2014 | NC        | Benjamin Verraes |